# Santa Isabel Ixtapan
Santa Isabel Ixtapan är en ort i Mexiko, tillhörande kommunen Atenco i delstaten Mexiko. Santa Isabel Ixtapan ligger i den centrala delen av landet och tillhör Mexico Citys storstadsområde. Orten hade 4 407 invånare vid folkräkningen 2010.